# ضاحية غارمش-بارتن كيرشن

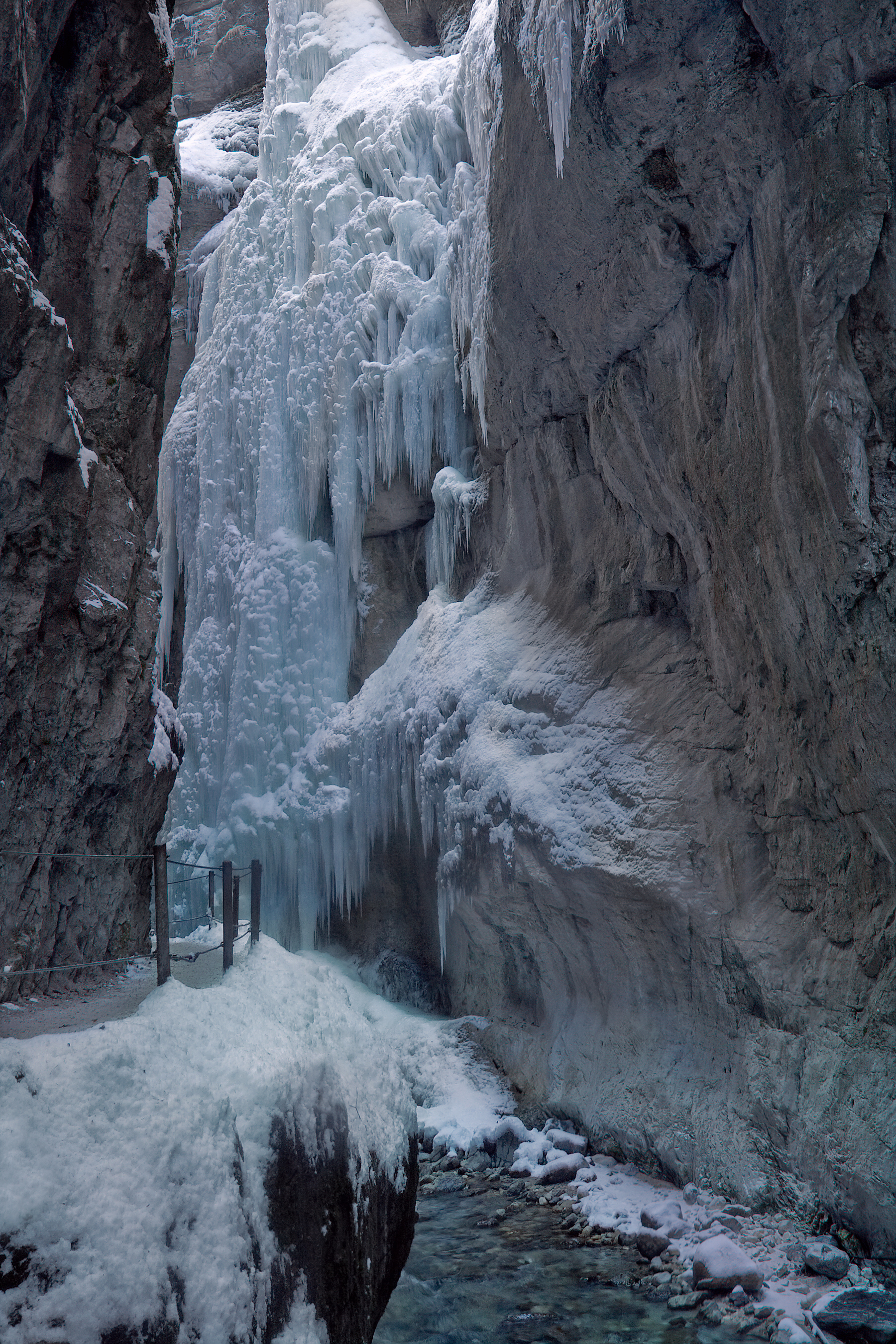
مسقط مائي مثلج بالقرب من غارمش-بارتن كيرشن

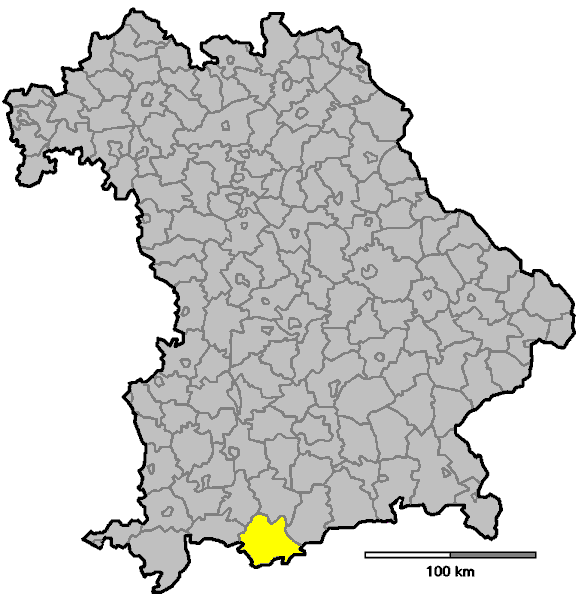
الموقع في بافاريا

ضاحية غارمش-بارتن كيرشن (بالإنجليزية: Landkreis Garmisch-Partenkirchen)‏ هي أحد المراكز السكانية في ولاية بافاريا في أقصى الجنوب في ألمانيا. وهي تقع على جبال الألب وتتميز بسياحة الشتاء حيث يأتي إليها الزوار من هواة الانزلاق على الجليد. منطقتها عالية قريبة من قمة تسوغشبيتسه أعلى جبال ألمانيا بارتفاع 2962 متر. كما تقع على الحدود مع النمسا.

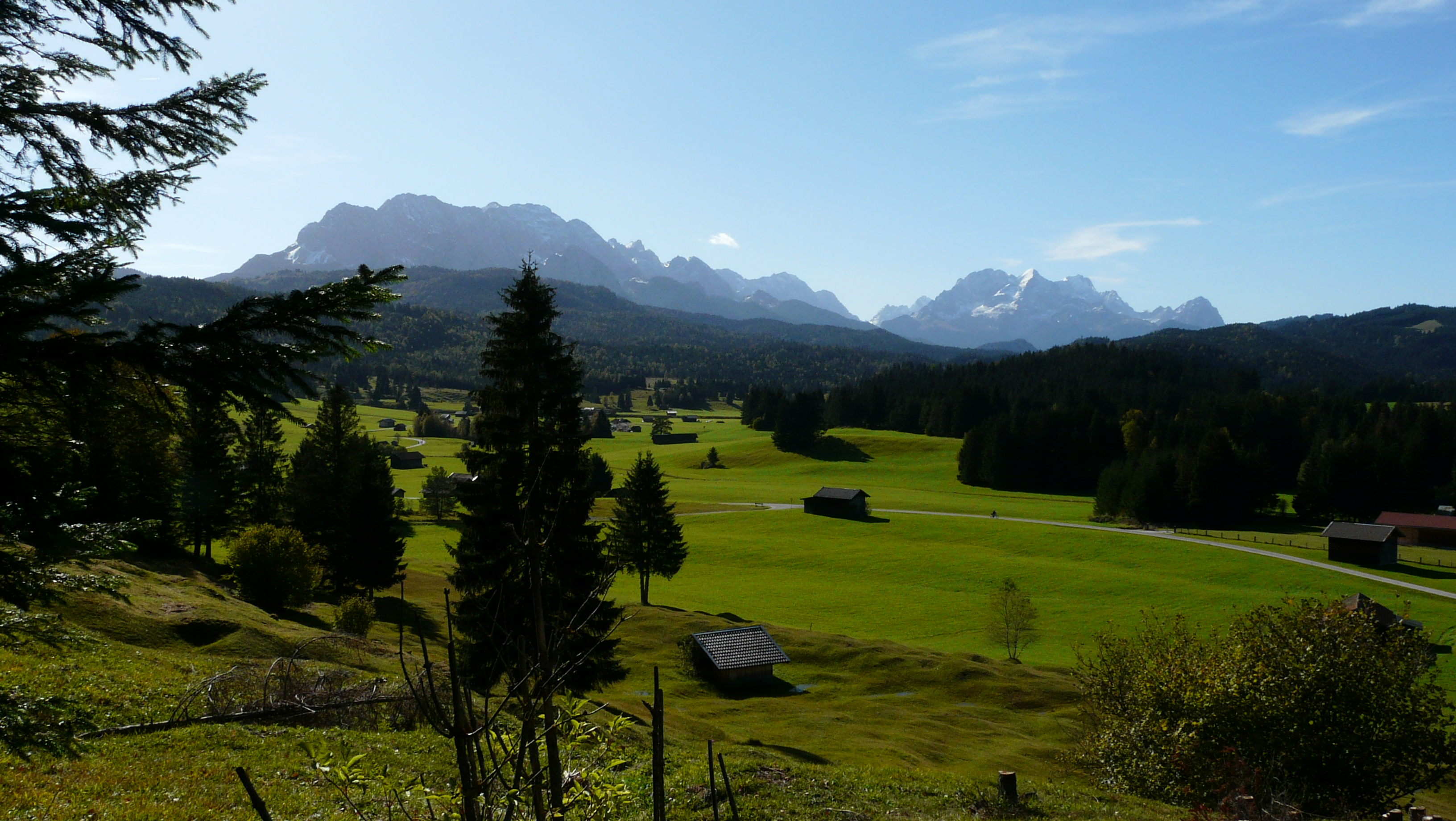
جبال فيترشتاين من الشرق